# Phare de Thousla Rock
Le phare de Thousla Rock est un petit phare situé dans le Calf Sound (en), chenal qui sépare de Calf of Man de l'Île de Man.
Le phare est géré par le Northern Lighthouse Board (NLB) à Édimbourg, l'organisation de l'aide maritime des côtes d'Écosse et de l'Île de Man.

## Histoire
C'est une petite tour pyramidale et octogonale de 9 m de haut, construite en 1981. La tour est peinte en blanc et sa base est noire. La lumière est au-dessus d'un mât court placée sur la tour et émet un flash rouge toutes les 3 secondes. Accessible seulement par bateau.

### Lien connexe
- Liste des phares de l'île de Man